# Bau-Bau
Baubau è una città dell'Indonesia, situata nella provincia del Sulawesi Sudorientale, sull'isola di Buton. La città si trova sulla costa sud-occidentale dell'isola. Baubau ha ottenuto lo status di città il 21 giugno 2001 con la legge indonesiana numero 13 dell'anno 2001.

## Cultura
Nel 2009 la città ha adottato l'alfabeto hangul coreano nel tentativo di impedire la scomparsa della lingua locale, il cia-cia.